# خشایار الوند
خشایار الوند (۲۳ مرداد ۱۳۴۶ – ۹ اسفند ۱۳۹۷) فیلم‌نامه‌نویس ایرانی بود.

## زندگی
خشایار الوند، متولّدِ ۲۳ مردادِ ۱۳۴۶ در تهران با اصلیتی شهمیرزادی، فرزند آخر خانواده‌ای شش‌نفره و برادر سیروس الوند (کارگردان سینما و تلویزیون) و عموی ماهور الوند (بازیگر) بود. کار در سینما را از سال ۱۳۶۳ در سن ۱۷ سالگی، با ایفای نقش کوتاهی در فیلم آوار (جوانی هادی اسلامی) به کارگردانی برادرش آغاز کرد و همچنین به عنوان منشی صحنه در این فیلم حضور داشت. بعد از وقفه‌ای چند ساله از دههٔ ۷۰ فعالیت خود را به‌عنوان دستیار کارگردان و برنامه‌ریز ادامه داد. الوند بعد از آن به فیلم‌نامه‌نویسی پرداخت و فیلمنامه‌های مزاحم و برگ برنده را نوشت. همچنین او به‌همراه فرهاد توحیدی به‌عنوان نویسندهٔ فیلمنامه در مجموعهٔ دایرهٔ تردید که از کارهای تلویزیونی بود شرکت داشت و علاوه بر آن کارگردانی یکی از اپیزودهای این سریال را برعهده داشت. اما نقطهٔ عطف فعالیت‌های خشایار الوند به‌عنوان فیلم‌نامه‌نویس زمانی‌بود که به تیم نگارش پیمان قاسم‌خانی ملحق شد. او متن‌های زیادی در مجموعه‌های نود شبی طنزی از جمله کمربندها را ببندیم، شب‌های برره، مرد هزار چهره، مرد دوهزارچهره و مسافران به سرپرستی قاسم‌خانی نوشت. پس از جدا شدن پیمان قاسم‌خانی از مهران مدیری، مدیری برای نگارش سریال‌های طنزش سراغ خشایار الوند رفت. الوند به همراه امیر مهدی ژوله آثاری چون قهوهٔ تلخ، شوخی کردم، ویلای من و… را برای مهران مدیری نوشت.
خشایار الوند در همهٔ فصل‌های سریال پایتخت به جز فصل دو، شش و هفت، به عنوان نویسنده حضور داشت. او به همراه حسن وارسته و با طراحی و سرپرستی محسن تنابنده، این مجموعهٔ موفق و پرمخاطب را به رشتهٔ تحریر درآورد. او با همین تیم نگارش پایتخت، سریال علی‌البدل را نوشت. در دو فصل سریال دیوار به دیوار او در مقام طراح و سرپرست به همراه تیم نگارشش، فیلمنامهٔ این مجموعه را نوشته است.

## دیدگاه‌ها
الوند از جمله ۱۴۰ هنرمند ایرانی بود که با امضای طوماری در ۲۲ خرداد ۱۳۹۲، همراه با سایر اصلاح‌طلبان و اعتدالگرایان، ضمن قدردانی انصراف عارف به نفع روحانی، از نامزدی حسن روحانی در انتخابات ریاست جمهوری ۱۳۹۲ حمایت کرد.

## درگذشت
خشایار الوند صبح روز پنجشنبه ۹ اسفند سال ۱۳۹۷ به دلیل سکته قلبی در منزل خود درگذشت. مراسم تشییع پیکر او، صبح روز شنبه، ۱۱ اسفند ۱۳۹۷ در ساختمان شمارهٔ ۲ خانه سینما با حضور هنرمندان و هنردوستان برگزار و در قطعهٔ هنرمندان بهشت زهرای تهران به خاک سپرده شد.
کیومرث پوراحمد در مراسم تشییع پیکر الوند سخنرانی جنجالی انجام داد. وی در بخشی از سخنانش مدعی شد که مرگ خشایار الوند به علت دیر رسیدن ۴۵دقیقه‌ای اورژانس بوده است. بعد از این سخنرانی، رئیس اورژانس تهران در این باره گفت:
«ساعت ۶ و یک دقیقه صبح ۹ اسفندماه پسر جوانی با استرس با اورژانس ۱۱۵ تماس می‌گیرد و اظهار می‌کند حال پدر وی بد است و نیاز به آمبولانس دارد. پس از آن نیز بلافاصله شروع به دادن آدرس می‌کند که در این بین خانمی گوشی را می‌گیرد و با ناراحتی و استرس ادامه آدرس مورد نظر را اعلام می‌کند.
وی ادامه داد: پرستار «دیسپچ» اورژانس تهران ضمن اعزام آمبولانس با توجه به گزارش پسر جوان مبنی بر عدم تنفس بیمار و کبودی و سرمای بدن وی شروع به مشاوره جهت انجام اقدامات اولیه فوریت‌های پزشکی روی بیمار می‌کند که در نهایت پسر هنگام انجام مشاوره مکالمه را قطع می‌کند.
رئیس اورژانس تهران افزود: ساعت ۶ و ۱۶ دقیقه، پسر جوان مجدداً با سامانهٔ فوریت‌های ۱۱۵ تماس می‌گیرد و نرسیدن آمبولانس به محل را اعلام می‌کند. بعد از پیگیری «دیسپچ» مشخص می‌شود که در نخستین تماس به علت فشار روحی آدرس به صورت واضحی ارائه نشده بنابراین اورژانس بعد از گذشت مدت زمان ۲۴ دقیقه، در محل حاضر می‌شود و با انجام CPR، بیمار فاقد علائم حیاتی را به بیمارستان منتقل می‌کند.»
طبق گفتهٔ سیروس الوند، در بیمارستان حدود یک ساعت مشغول احیای برادرش بودند که بی‌نتیجه بود.
به پاس خدمات خشایار الوند در عرضهٔ هنر و طنز، بعد از درگذشتش میدان ورودی شهر شهمیرزاد به نام وی نام گذاری شد.

## سریال‌ها
| سال       | نام سریال          | سمت                            | کارگردان                    | شبکهٔ پخش‌کننده    |
| --------- | ------------------ | ------------------------------ | --------------------------- | ---------------- |
| ۱۳۸۳–۱۳۸۱ | دایره تردید        | یکی از نویسندگان               | امیر قویدل                  | شبکهٔ یک          |
| ۱۳۸۳–۱۳۸۲ | نقطه چین           | یکی از نویسندگان               | مهران مدیری                 | شبکهٔ سه          |
| ۱۳۸۳      | کمربندها را ببندیم | یکی از نویسندگان               | مهدی مظلومی                 | شبکهٔ سه          |
| ۱۳۸۴      | شبهای برره         | یکی از نویسندگان               | مهران مدیری                 | شبکهٔ سه          |
| ۱۳۸۵      | باغ مظفر           | یکی از نویسندگان               | مهران مدیری                 | شبکهٔ سه          |
| ۱۳۸۶      | گنج مظفر           | یکی از نویسندگان               | مهران مدیری                 | شبکهٔ نمایش خانگی |
| ۱۳۸۶      | یک وجب خاک         | نویسنده                        | علی عبدالعلی زاده           | شبکهٔ سه          |
| ۱۳۸۷      | مرد هزار چهره      | یکی از نویسندگان               | مهران مدیری                 | شبکهٔ سه          |
| ۱۳۸۸      | مرد دو هزار چهره   | یکی از نویسندگان               | مهران مدیری                 | شبکهٔ سه          |
| ۱۳۸۸      | مسافران            | یکی از نویسندگان               | رامبد جوان                  | شبکهٔ سه          |
| ۱۳۹۱–۱۳۸۸ | قهوه تلخ           | یکی از نویسندگان               | مهران مدیری                 | شبکهٔ نمایش خانگی |
| ۱۳۹۰      | پایتخت             | یکی از نویسندگان               | سیروس مقدم                  | شبکهٔ سک          |
| ۱۳۹۱–۱۳۹۰ | خانهٔ اجاره‌ای       | طراح فیلمنامه                  | رامین ناصرنصیر، شاهد احمدلو | شبکهٔ سه          |
| ۱۳۹۱–۱۳۹۰ | دست بالای دست      | طراح فیلمنامه                  | محسن یوسفی                  | شبکهٔ سه          |
| ۱۳۹۰      | ساخت ایران         | نویسنده (برخی قسمت‌ها)          | محمدحسین لطیفی              | شبکهٔ نمایش خانگی |
| ۱۳۹۲–۱۳۹۱ | ویلای من           | یکی از نویسندگان               | مهران مدیری                 | شبکهٔ نمایش خانگی |
| ۱۳۹۲      | شوخی کردم          | یکی از نویسندگان               | مهران مدیری                 | شبکهٔ نمایش خانگی |
| ۱۳۹۲      | پایتخت ۳           | نویسنده                        | سیروس مقدم                  | شبکهٔ یک          |
| ۱۳۹۴–۱۳۹۳ | در حاشیه           | سرپرست نویسندگان (برخی قسمت‌ها) | مهران مدیری                 | شبکهٔ سه          |
| ۱۳۹۴–۱۳۹۳ | پایتخت ۴           | نویسنده                        | سیروس مقدم                  | شبکهٔ یک          |
| ۱۳۹۵      | علی‌البدل           | نویسنده                        | سیروس مقدم                  | شبکهٔ یک          |
| ۱۳۹۵      | دیوار به دیوار     | طراح و سرپرست نویسندگان        | سامان مقدم                  | شبکهٔ سه          |
| ۱۳۹۶      | دیوار به دیوار ۲   | سرپرست نویسندگان               | سامان مقدم                  | شبکهٔ سه          |
| ۱۳۹۶      | پایتخت ۵           | نویسنده (از قسمت چهارم)        | سیروس مقدم                  | شبکهٔ یک          |
| ۱۳۹۷–۱۳۹۶ | گلشیفته            | طراح فیلمنامه                  | بهروز شعیبی                 | شبکهٔ نمایش خانگی |

## سینما
| سال  | نام فیلم         | سمت               | کارگردان      |
| ---- | ---------------- | ----------------- | ------------- |
| ۱۳۸۰ | مزاحم            | نویسنده           | سیروس الوند   |
| ۱۳۸۲ | برگ برنده        | نویسنده           | سیروس الوند   |
| ۱۳۸۵ | هر چی تو بخوای   | نویسنده           | محمد متوسلانی |
| ۱۳۸۷ | کیش و مات        | نویسنده           | جمشید حیدری   |
| ۱۳۸۹ | شیش و بش         | بازنویسی فیلمنامه | بهمن گودرزی   |
| ۱۳۹۲ | تراژدی           | بازنویسی فیلمنامه | آزیتا موگویی  |
| ۱۳۹۶ | آبی به رنگ آسمان | نویسنده           | امیر رفیعی    |